# Impatiens indochinensis
Impatiens indochinensis är en balsaminväxtart som beskrevs av Joseph Dalton Hooker. Impatiens indochinensis ingår i släktet balsaminer, och familjen balsaminväxter. Inga underarter finns listade i Catalogue of Life.